# Adjehi Baru
Adjehi Nonma Baru (Bingerville, 10 dicembre 1991) è un cestista ivoriano.

## Carriera
Con la Costa d'Avorio ha disputato i Campionati mondiali del 2019.